# Меморіальна премія «Гросмейстер фантастики» імені Деймона Найта
Меморіальна премія «Гросмейстер фантастики» імені Деймона Найта (англ. Damon Knight Memorial Grand Master Award) — найпрестижніша американська літературна премія, яку вручають за загальний пожиттєвий внесок до жанру фантастики (наукової фантастики, фентезі). Заснована 1975 року Асоціацією американських авторів наукової фантастики та фентезі (англ. Science Fiction & Fantasy Writers of America, SFWA). Після смерті фундатора Асоціації — американського письменника-фантаста, редактора й літературного критика Деймона Найта (1922—2002) перейменована на його честь. Вручають під час нагородження премією «Неб'юла». Першим володарем премії став Роберт Гайнлайн.
Премію вручають лише за життя письменника на час оголошення володаря титулу, тобто як правило наприкінці попереднього року. Лише один з оголошених лауреатів премії — Альфред Бестер — скоропостижно помер невдовзі після оголошення і не дочекався офіційного вручення.
Усього за період існування премії, тобто протягом 50 років (1975—2024), премію «Гросмейстер фантастики» присудили 40 знаним письменникам-фантастам.

## Лауреати
- 1975 — Роберт Е. Гайнлайн (1907—1988)[1]
- 1976 — Джек Вільямсон (1908—2006)[2]
- 1977 — Кліффорд Д. Сімак (1904—1988)[3]
- 1978 — не присуджували
- 1979 — Лайон Спрег де Кемп (1907—2000)[4]
- 1980 — не присуджували
- 1981 — Фріц Лайбер (1910—1992)[5]
- 1982 — не присуджували
- 1983 — не присуджували
- 1984 — Андре Нортон (1912—2005)[6]
- 1985 — не присуджували
- 1986 — Артур Ч. Кларк (1917—2008)[7]
- 1987 — Айзек Азімов (1920—1992)[8]
- 1988 — Альфред Бестер (1913—1987)[9]
- 1989 — Рей Бредбері (1920—2012)[10]
- 1990 — не присуджували
- 1991 — Лестер дель Рей[11]  (1915—1993)
- 1992 — не присуджували
- 1993 — Фредерик Пол[12] (1919—2013)
- 1994 — не присуджували
- 1995 — Деймон Найт[13] (1922—2002)
- 1996 — Альфред Е. ван Вогт[14]  (1912—2000)
- 1997 — Джек Венс[15] (1916—2013)
- 1998 — Пол Андерсон[16] (1926—2001)
- 1999 — Хол Клемент (Гаррі Стаббс)[17] (1922—2003)
- 2000 — Браєн В. Олдіс[18] [19] (1925—2017)
- 2001 — Філіп Хосе Фармер[20] (1918—2009)
- 2002 — не присуджували
- 2003 — Урсула К. Ле Ґуїн[21] (1929—2018)
- 2004 — Роберт Сілвеберґ (1935—)[22][23]
- 2005 — Енн Маккефрі[24][25] (1926—2011)
- 2006 — Гарлан Еллісон[26] [27][28] (1934—2018)
- 2007 — Джеймс Е. Ґанн[29][30] (1923—2020)
- 2008 — Майкл Муркок (1939—) [31]
- 2009 — Гаррі Гаррісон[32] (1925—2012)
- 2010 — Джо Голдеман[33] (1943—)
- 2011 — не присуджували
- 2012 — Конні Вілліс[34]  (1945—)
- 2013 — Джин Вулф[35][36]  (1931—2019)
- 2014 — Семюел Р. Ділейні[37]  (1942—)
- 2015 — Ларрі Нівен (Лоуренс ван Котт)[38]  (1938—)
- 2016 — Керолайн Дж. Черрі[39] (1942—)
- 2017 — Джейн Йолен[40] (1939—)
- 2018 — Пітер С. Біґл[41] (1939—)
- 2019 — Вільям Ґібсон[42] (1948—)
- 2020 — Лоїс Макмастер Буджолд[43] (1949—)
- 2021 — Нало Гопкінсон[44] (1960—)
- 2022 — Мерседес Лекі[45][46] (1950—)
- 2023 — Робін Маккінлі[47][48] (1952—)
- 2024 — Сьюзен Купер[en][49][50] (1935—)
- 2025 — Нікола Ґріффіc (англ. Nicola Griffith)[51][52] (1960—)

## Фантастичні книги гросмейстрів фантастики, перекладені українською
- Айзек Азімов. Збірка «Кінець Вічності». Переклад з англійської: І. Бояновська, Л. Бутенко, Д. Грицюк, Ю. Лісняк, А. Минко, А. Онишко, Ю. Швайдак — Київ: Дніпро, 1990. — 767 стор. Серія: Фантастика. Пригоди. Детектив. ISBN: 5-308-00734-9
  - Айзек Азімов. Кінець Вічності (роман, переклад Д. Грицюка), стор. 5-197
  - Айзек Азімов. Я, робот (збірка, переклад Д. Грицюка), стор. 198-365
  - Айзек Азімов. Марсіанський шлях (повість, перевод І. Бояновської), стор. 366-410
  - Айзек Азімов. Юність (оповідання, переклад Л. Бутенко), стор. 410-439
  - Айзек Азімов. Глибини (оповідання, переклад В. Радчука), стор. 439-459
  - Айзек Азімов. Фах (повість, переклад А. Минко), стор. 460-516
  - Айзек Азімов. Відчуття влади (оповідання, переклад Л. Бутенко), стор. 516-526
  - Айзек Азімов. Смертна ніч (оповідання, переклад А. Онишко), стор. 526-554
  - Айзек Азімов. Я у Марсопорті без Хільди (оповідання, переклад А. Онишко), стор. 554-567
  - Айзек Азімов. Великодушні грифи (оповідання, переклад А. Онишко), стор. 567-582
  - Айзек Азімов. Всі клопоти світу (оповідання, переклад А. Онишко), стор. 582-598
  - Айзек Азімов. Прізвище на "С" (оповідання, переклад А. Онишко), стор. 598-613
  - Айзек Азімов. Останнє запитання (оповідання, переклад А. Мінко), стор. 614-625
  - Айзек Азімов. Потворний хлопчик (повість, переклад А. Онишко), стор. 626-666
  - Айзек Азімов. Приманка для роззяв (повість, перевод В. Вишневиго, Ю. Швайдака), стор. 666-737
  - Айзек Азімов. І що воно таке - кохання? (оповідання, переклад Ю. Лісняка), стор. 737-749
  - Айзек Азімов. Зелені цяточки (оповідання, переклад Ю. Лісняка), стор. 749-762
  - Аліна Колибанова. Про творчість Айзека Азімова (післямова), стор. 763-76
- Айзек Азімов. «Фундація. Книга 1». Переклад з англійської: Р. В. Клочко. Харків: КСД. 2017. 224 стор. ISBN 978-617-12-3356-0
- Айзек Азімов. «Фундація та Імперія. Книга 2». Переклад з англійської: Р. В. Клочко. Харків: КСД. 2017. 224 стор. ISBN 978-617-12-3356-0
- Айзек Азімов. «Друга Фундація. Книга 3». Переклад з англійської: Р. В. Клочко. Харків: КСД. 2017. 224 стор. ISBN 978-617-12-3925-8
- Айзек Азімов. «Межа Фундації» Книга 4. Переклад з англійської: Роман Клочко. КСД, 2020. 480 стор. ISBN 978-617-12-8126-4
- Айзек Азімов. «Фундація та Земля» Книга 5. Переклад з англійської: Ната Гриценко. КСД, 2021. 480 стор. ISBN 978-617-12-9148-5[53]
- Пол Андерсон. Патруль часу — Київ: Видавництво Жупанського. Серія: AD ASTRA. 2020. 624 стор. ISBN: 978-617-7585-28-1[54]
- Пітер С. Біґл. Одного разу в Калабрії. Переклад з англійської: Анна Свередюк. — Львів: Апріорі, 2022. — 112 c. ISBN: 978-617-629-760-4 (серія «Фантастика і фентезі»)[55]
- Рей Бредбері. «Відьомські двері: збірка оповідань». Тернопіль: Навчальна книга — Богдан, 2017. — 208 с. ISBN 978-966-10-4740-1 (серія «Маєстат слова»)
- Рей Бредбері. «Все літо наче день один. 100 оповідань. Том перший: у 2-х кн. Кн. 1». Тернопіль: Навчальна книга — Богдан, 2015. — 576 с. ISBN 978-966-10-4269-7
- Рей Бредбері. «Все літо наче день один. 100 оповідань. Том перший: у 2-х кн. Кн. 2». Тернопіль: Навчальна книга — Богдан, 2015. — 592 с. ISBN 978-966-10-4270-3
- Рей Бредбері. «День повернення додому: оповідання». Тернопіль: Навчальна книга — Богдан, 2016. — 224 с. ISBN 978-966-10-4451-6 (серія «Маєстат слова»)
- Рей Бредбері. «Екзорцизм: оповідання». Тернопіль: Навчальна книга — Богдан, 2016. — 528 с. ISBN 978-966-10-4458-5 (серія «Маєстат слова»)
- Рей Бредбері. «Жовтнева гра: оповідання». Тернопіль: Навчальна книга — Богдан, 2016. — 432 с. ISBN 978-966-10-4457-8 (серія «Маєстат слова»)
- Рей Бредбері. «Лід і вогонь: оповідання». Тернопіль: Навчальна книга — Богдан, 2016. — 296 с. ISBN 978-966-10-4453-0 (серія «Маєстат слова»)
- Рей Бредбері. «Кульбабове вино». Переклад з англійської: Володимир Митрофанов. Тернопіль: «Навчальна книга — Богдан». 2011. 328 стор. ISBN 978-966-10-1267-6 (серія «Горизонти фантастики»)
- Рей Бредбері. «Майже кінець світу: збірка оповідань». Тернопіль: Навчальна книга — Богдан, 2017. — 352 с. ISBN 978-966-10-4738-8 (серія «Маєстат слова»)
- Рей Бредбері. «Машинерія радості: збірка оповідань». Тернопіль: Навчальна книга — Богдан, 2017. — 352 с. ISBN 978-966-10-4736-4 (серія «Маєстат слова»)
- Рей Бредбері. «Мандрівка до Кіліманджаро: збірка оповідань». Тернопіль: Навчальна книга — Богдан, 2017. — 304 с. ISBN 978-966-10-4737-1 (серія «Маєстат слова»)
- Рей Бредбері. «Марсіанська хроніка». Переклад з англійської: Олександр Терех; ілюстрації: В. М. Ігнатов. Київ: «Молодь». 1963. 212 стор.
- Рей Бредбері. Збірка «Марсіанські хроніки» (Повісті. Оповідання). Переклад з англійської: Олександр Терех, Володимир Митрофанов, Євген Крижевич. Київ: Дніпро. 1988. 590 стор: 325—535 стор. ISBN 5-308-00247-9
  - Марсіанські хроніки (цикл пов'язаних оповідань)
  - 451 за Фаренгейтом (роман)
  - Кульбабове вино (повість)
  - Друг Ніколаса Ніклбі — мій друг (оповідання)
  - Одної неминущої весни (оповідання)
  - Винятково досконале вбивство (оповідання)
- Рей Бредбері. «Марсіанські хроніки». Переклад з англійської: Олександр Терех. Тернопіль: «Навчальна книга — Богдан». 2011. 296 стор. ISBN 978-966-10-1265-2 (серія «Горизонти фантастики»)
- Рей Бредбері. «Месія»: збірка оповідань. Тернопіль: Навчальна книга — Богдан, 2017. — 320 с. ISBN 978-966-10-4743-2 (серія «Маєстат слова»)
- Рей Бредбері. «Ніч перед кінцем світу: оповідання». Тернопіль: Навчальна книга — Богдан, 2016. — 176 с. ISBN 978-966-10-4455-4 (серія «Маєстат слова»)
- Рей Бредбері. «Пограймося в отруту!: збірка оповідань». Тернопіль: Навчальна книга — Богдан, 2017. — 240 с. ISBN 978-966-10-4741-8 (серія «Маєстат слова»)
- Рей Бредбері. «Прийми вітання і прощай: оповідання». Тернопіль: Навчальна книга — Богдан, 2016. — 336 с. ISBN 978-966-10-4454-7 (серія «Маєстат слова»)
- Рей Бредбері. «Прощавай, „Лафаєт“!: збірка оповідань». Тернопіль: Навчальна книга — Богдан, 2017. — 272 с. ISBN 978-966-10-4742-5 (серія «Маєстат слова»)
- Рей Бредбері. «Третя експедиція: оповідання». Тернопіль: Навчальна книга — Богдан, 2016. — 336 с. ISBN 978-966-10-4452-3 (серія «Маєстат слова»)
- Рей Бредбері. «Усмішка: оповідання». Тернопіль: Навчальна книга — Богдан, 2016. — 368 с. ISBN 978-966-10-4450-9 (серія «Маєстат слова»)
- Рей Бредбері. «Холодний і теплий вітри: збірка оповідань». Тернопіль: Навчальна книга — Богдан, 2017. — 240 с. ISBN 978-966-10-4739-5 (серія «Маєстат слова»)
- Рей Бредбері. «Щось лихе насуває». Переклад з англійської:Олег Король. — Тернопіль: Навчальна книга — Богдан, 2017, 208 стор. ISBN 978-966-10-5183-5.
- Конні Вілліс. Книга Судного дня. — Тернопіль: Навчальна книга — Богдан, 2015. — 576 с. ISBN 978-966-10-2037-4
- Роберт Гайнлайн. Чужинець на чужій землі. Переклад з англійської: Г. Литвиненко; передмова: Вірджинія Гайнлайн. Харків: КСД, 2016. 717 стор. ISBN 978-617-12-1519-1
- Гаррі Гаррісон. Білл, герой Галактики. Переклад з англійської: Олександр Коваленко. Київ: журнал «Всесвіт», 1991, № 5. стор. 3–80.
- Гаррі Гаррісон. Народження Сталевого Щура. Переклад з англійської: Вікторія Зенгва. Харків: КСД, 2016. 286 стор. ISBN 978-617-12-0878-0
- Гаррі Гаррісон. Сталевий Щур іде до армії. Переклад з англійської: TBA. Харків: КСД, 2020. 320 стор. ISBN: 978-617-12-7470-9
- Вільям Ґібсон. «Віртуальне світло» (трилогія «Кіберпростір», книга ІІІ). Переклад з англійської: Ната Гриценко; літературні редактори: Катерина та Анатолій Пітики. Київ: «Видавництво», 2024. 304 стор. ISBN 978-617-7818-464
- Вільям Ґібсон. «Занулення» (трилогія «Кіберпростір», книга ІІ). Переклад з англійської: Ольга Любарська, Олександр Стукало; редактори: Олександр Стукало, Ната Гриценко. Київ: «Видавництво», 2021. 288 стор. ISBN 978-617-7818-14-7
- Вільям Ґібсон. «Мона Ліза стрімголов» (трилогія «Кіберпростір», книга ІІІ). Переклад з англійської: Ната Гриценко; літературні редактори: Катерина та Анатолій Пітики. Київ: «Видавництво», 2021. 320 стор. ISBN 978-617-7818-35-8
- Вільям Ґібсон. «Нейромант» (трилогія «Кіберпростір», книга І). Переклад з англійської: Ольга Любарська; редактор: Олександр Стукало; науковий редактор: Володимир Анохін; автор передмови: Богдан Стасюк. Київ: «Видавництво», 2017. 350 стор. ISBN 978-966-97574-3-2
- Вільям Ґібсон. «Спалити Хром». Переклад з англійської: Ната Гриценко. Київ: «Видавництво Жупанського», 2022. 200 стор.
- Семюел Ділейні.  «Вавилон-17».Переклад з англійської: Вікторія Наріжна. Ілюстрації: Дмитро Бідняк. Амальгама: 2019. 224 стор. ISBN: 978-966-97881-0-8
- Артур Кларк. Пісні далекої Землі / пер. з англ. Вадим Хазін // Всесвіт. — 1993. — № 3/4. — С. 3—108.
- Артур Кларк. 2001: Космічна Одіссея Переклад з англійської: Вікторія Зенгва. Харків: КСД, 2017. — 224 стор. ISBN 978-617-12-1658-7[56]
- Артур Кларк. 2010: Одіссея Два Переклад з англійської: Вікторія Зенгва. Харків: КСД, 2017. — 224 стор. ISBN 978-617-12-3361-4[57]
- Артур Кларк. 2061: третя одіссея.Книга 3 Переклад з англійської: Шандор Нодь. Харків: КСД, 2020. — 304 стор. ISBN 978-617-12-8343-5[58]
- Артур Кларк. 3001: Остання одіссея. Книга 4 Переклад з англійської: Віталій Ракуленко. Харків: КСД, 2021. — 256 стор.; ISBN, 978-617-12-8443-2[59]
- Урсула Ле Гуїн. Чарівник Земномор'я (Земномор'я #1). Переклад з англійської: Анатолій Саган; ілюстрації: Яна Гавриш, Володимир Гавриша, Олег Кіналь. Тернопіль: НК-Богдан 2005. 205 стор. (Серія «Світовид») ISBN 966-692-809-4
  - (передрук) Урсула Ле Гуїн. Чарівник Земномор'я (Земномор'я #1). Переклад з англійської: Анатолій Саган; ілюстрації: Наталія Клочкова. Київ: KM Books, 2017. 256 стор. (Серія «Земномор'я») ISBN 978-617-7409-33-4
- Урсула Ле Гуїн. Гробниці Атуану (Земномор'я #2). Переклад з англійської: Анатолій Саган; ілюстрації: Яна Гавриш, Володимир Гавриша, Олег Кіналь. Тернопіль: НК-Богдан 2006. 280 стор. (Серія «Світовид») ISBN 966-692-528-1
  - (передрук) Урсула Ле Гуїн. Гробниці Атуану (Земномор'я #2). Переклад з англійської: Анатолій Саган; ілюстраці: Наталія Клочкова. Київ: KM Books, 2017. 232 стор. (Серія «Земномор'я») ISBN 978-617-7409-82-2
- Урсула Ле Гуїн. Останній берег (Земномор'я #3). Переклад з англійської: Анатолій Саган; ілюстрації: Яна Гавриш, Володимир Гавриша, Олег Кіналь. Тернопіль: НК-Богдан 2006. 400 стор. (Серія «Світовид») ISBN 966-692-636-9
- Урсула Ле Гуїн. Техану, (Земномор'я #4). Переклад з англійської: Анатолій Саган; ілюстрації: Яна Гавриш, Володимир Гавриша, Олег Кіналь. Тернопіль: НК-Богдан 2006. 400 стор. (Серія «Світовид») ISBN 966-692-638-5
- (перші 4 романи) Урсула Ле Гуїн. Чарівник Земномор'я[60] (Земномор'я #1,2,3,4). Переклад з англійської: Анатолій Саган; ілюстраці: Яна Гавриш, Володимир Гавриша, Олег Кіналь. Тернопіль: НК-Богдан 2006. 672 стор. (Серія «Світовид») ISBN 966-692-809-4
- Андре Нортон. Чаклунський світ. Переклад з англійської: Наталія Михаловська. — Харків: КСД. 2018. 256 стор. ISBN 978-617-12-4525-9
- Андре Нортон. Павутиння чаклунського світу. Переклад з англійської: Наталія Михаловська. — Харків: КСД. 2019. 240 стор. ISBN 978-617-12-7119-7
- Браян Олдіс. Теплиця. Переклад з англійської:  Олександр Мокровольський. Тернопіль: НК-Богдан, 2020. 288 стор. (Серія «Горизонти фантастики»). ISBN 978-966-10-6297-8
- Фредерік Пол. Брама. Переклад з англійської: Ю. В. Єфремов. Харків: КСД, 2017. 256 стор. ISBN 978-617-12-3423-9
- Кліффорд Сімак. Резервація гоблінів. Переклад з англійської: Марта Щавурська. Тернопіль: НК-Богдан, 2017. 224 стор. (Серія «Горизонти фантастики»). ISBN 978-966-10-5081-4
- Кліффорд Сімак. Всяке тіло — трава. Переклад з англійської: О. Безкаптурна. Тернопіль: НК-Богдан, 2017. 304 стор. (Серія «Горизонти фантастики»). ISBN 978-966-10-5149-1[61]
- Кліффорд Сімак. Місто. Переклад з англійської: Юліана Зелена. Тернопіль: НК-Богдан, 2018. 304 стор. (Серія «Горизонти фантастики»). ISBN 978-966-10-5618-2
- Кліффорд Сімак. Транзитна станція. Переклад з англійської: Галина Михайловська. Тернопіль: НК-Богдан, 2018. 248 стор. (Серія «Горизонти фантастики»). ISBN 978-966-10-5594-9
- Кліффорд Сімак. Час — найпростіша річ. Переклад з англійської: Юлія Джугастрянська. Тернопіль: НК-Богдан, 2018. 248 стор. (Серія «Горизонти фантастики»). ISBN 978-966-10-5540-6